# Миколаївка (Кобеляцька міська громада)
Микола́ївка — село в Україні, у Кобеляцькій міській громаді Полтавського району Полтавської області. Населення становить 90 осіб.

## Географія
Село Миколаївка знаходиться на краю великого болота на відстані 1,5 км від сіл Литвини та Бродщина. Поруч проходить автомобільна дорога Н31.

## Історія
За даними на 1859 рік у власницькому селі Кобеляцького повіту Полтавської губернії, мешкало 262 особи (91 чоловічої статі та 104 — жіночої), налічувалось 35 дворових господарств.
12 червня 2020 року, відповідно до розпорядження Кабінету Міністрів України № 721-р «Про визначення адміністративних центрів та затвердження територій територіальних громад Полтавської області», село увійшло до складу Кобеляцької міської громади.
19 липня 2020 року, в результаті адміністративно - територіальної реформи та ліквідації Кобеляцького району, село увійшло до складу новоутвореного Полтавського району Полтавської області.

## Населення

### Мова
Розподіл населення за рідною мовою за даними :
| Мова       | Кількість | Відсоток |
| ---------- | --------- | -------- |
| українська | 122       | 98.39%   |
| російська  | 1         | 0.81%    |
| румунська  | 1         | 0.80%    |
| Усього     | 225       | 100%     |

## Відомі люди
- Бокоч Олег Степанович (1994—2018) — молодший сержант Збройних сил України, учасник російсько-української війни[5].
- О'Коннор-Вілінська Валерія Олександрівна — член Української Центральної Ради.
- Коваленко Олександр Власович — радянський державний і компартійний діяч. Двічі Герой Соціалістичної Праці (7.05.1948, 6.10.1976). 1-й секретар Бєлгородського (1960—1964) і Оренбурзького (1964—1980) обласних комітетів КПРС. Голова Державного комітету СРСР з матеріальних резервів (1980—1986). Член ЦК КПРС у 1961—1986 рр. Член Президії Верховної Ради РРФСР. Депутат Ради Союзу Верховної Ради СРСР 6—11 скликань (1962—1986) від Оренбурзької області.